# مأمور بارگیری

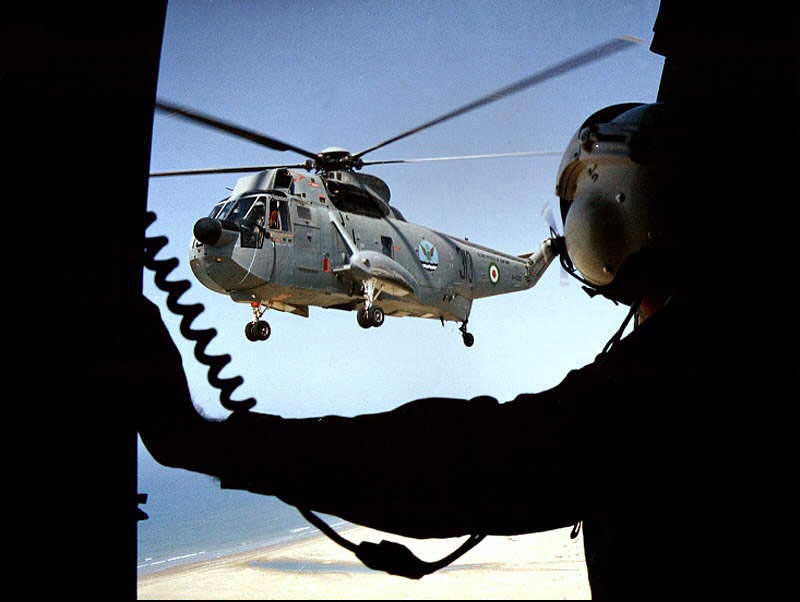
یک لودمستر نیروی دریایی ایران درون هلیکوپتر سی‌اچ-۳ در خلال جنگ ایران و عراق

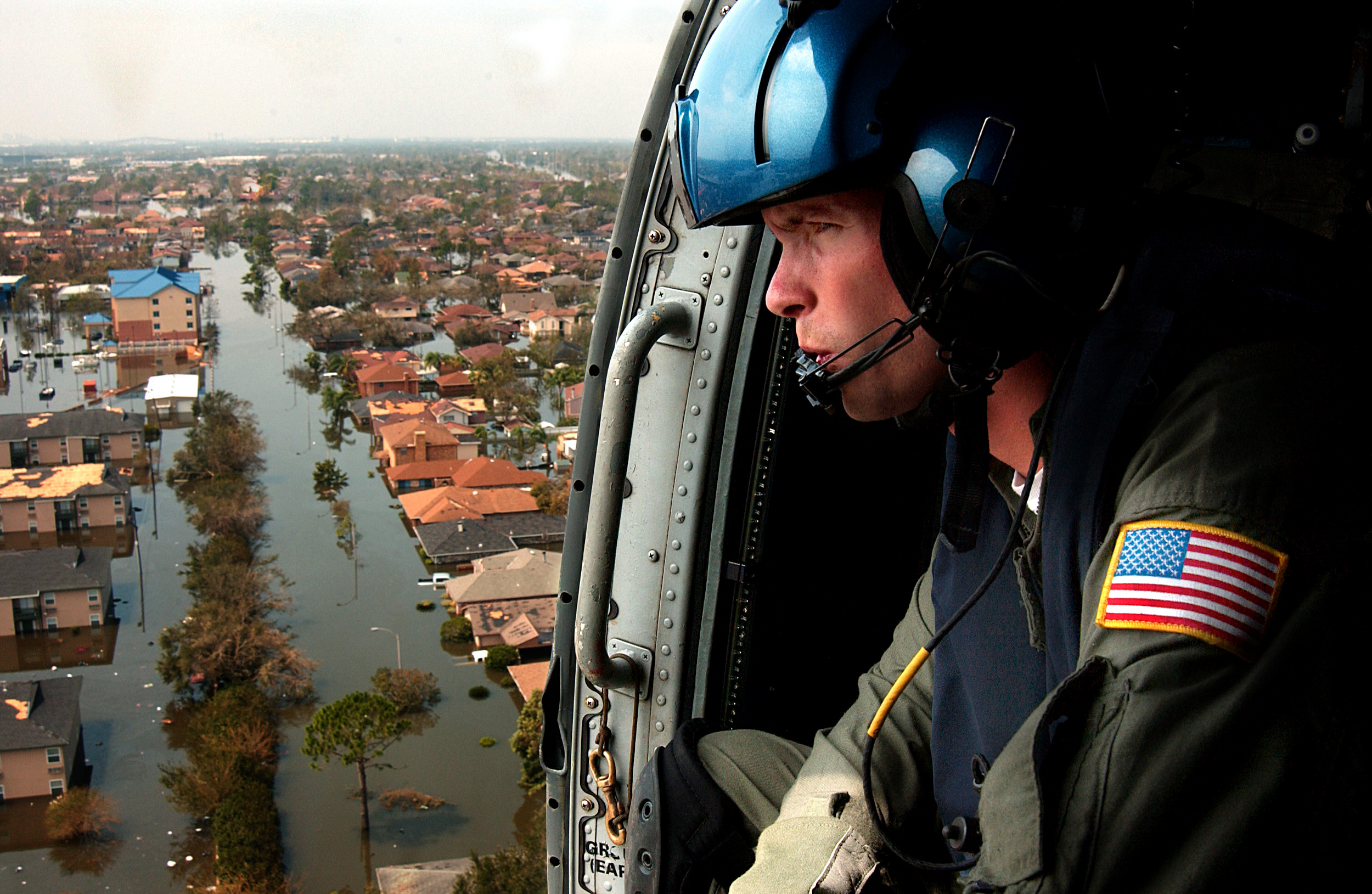
لودمستر گارد ساحلی آمریکا در حال انجام عملیات نجات بر فراز شهر نیواورلئان پس از توفند کاترینا

مأمور بارگیری یا لودمستر (به انگلیسی: Loadmaster) به شخصی گفته می‌شود که در هواگردهای ترابری نظامی یا غیرنظامی مسئول چیدمان محموله‌ها و مسافران درون هواگرد می‌باشد. لودمستر موظف است با در نظر گرفتن گرانیگاه هواگرد، بهترین توزیع وزن را جهت تیک‌اف و فرود هواگرد و همچنین حفظ تعادل آن در حین پرواز فراهم آورد. این پیشه هوانوردی برای نخستین بار توسط نیروی هوایی آمریکا در سال ۱۹۵۳ تعریف شد ولی در خلال جنگ جهانی دوم نیز لودمسترها مسئول هماهنگی پرش نیروهای چترباز بودند.